# Иешуа бен-Иосиф га-Леви
Иешуа бен Иосиф га-Леви (ивр. ישועה בן יוסף הלוי‎) — алжирский талмудист XV века, известный благодаря своей книге «Халихот Олам», которая представляет собой труд по методологии изучения Талмуда. Данная работа была написана около 1490 года, вероятно, в Лиссабоне или Испании.

## Биография
Точная биография Иешуа бен Иосифа га-Леви малоизвестна. Предполагается, что он был родом из Алжира, где получил свое образование и стал экспертом в изучении и толковании Талмуда. В конце XV века, когда многие евреи были вынуждены покинуть Испанию и Португалию, Иешуа мог эмигрировать в одну из этих стран, где продолжил свою работу над «Халихот Олам».

## Основное произведение
«Халихот Олам» (буквально переводится как «Пути мира») — это работа, посвященная методологии талмудического изучения. Основная цель книги — объяснить правила, которые использовались в процессе анализа и интерпретации Талмуда.
Книга получила признание за свою ясность и систематизацию. Иешуа бен Иосиф га-Леви в своем труде помогал ученикам ориентироваться в сложных талмудических дебатах и находить логику в многочисленных мнениях, которые содержатся в Талмуде.

## Влияние
«Халихот Олам» оказала влияние на изучение Талмуда в период позднего Средневековья. Этот труд был использован последующими поколениями учёных для облегчения работы с талмудическими текстами. Он также сыграл роль в сохранении и распространении методов талмудической интерпретации среди еврейских общин в Европе и Северной Африке.